# Luisa María Frías Cañizares
Beata Luisa María Frías Cañizares (València, 1896 - Paterna, 1936) va ser una historiadora valenciana, catedràtica de la Universitat de València que va ser afusellada durant la Guerra Civil espanyola.
Es va llicenciar en Filosofia i Lletres, secció d'Història a la Universitat de València. Era catedràtica auxiliar de la Facultat de Filosofia i Lletres de la universitat esmentada. Tot i el clima d'hostilitat a l'Església que es respirava tant a la Universitat com a la vida pública, va aprofitar el professorat per donar testimoni de la seva fe. Va desenvolupar el seu apostolat seglar al món universitari i a l'àmbit parroquial. Va ser afusellada el 6 de desembre de 1936 al Picadero de Paterna.